# Кодаруина (Сасари)
Кодаруина је насеље у Италији у округу Сасари, региону Сардинија.
Према процени из 2011. у насељу је живело 2825 становника. Насеље се налази на надморској висини од 15 м.